# ニューヨーク悪徳弾圧協会
ニューヨーク悪徳弾圧協会（英語: New York Society for the Suppression of Vice, 略語NYSSVまたはSSV）は、アンソニー・コムストックと、キリスト教青年会の中で彼を支持する人々によって1873年にニューヨーク州で設立された組織で、公共の道徳を監督することを目的としていた。組織の名称はイギリスの悪徳弾圧協会に由来している。
文学作品から新聞にいたるまでの出版物や演劇に対する検閲を行い、駅や路上などで一般人を監視した。多くの書物を出版停止にしたり、演劇人を逮捕させたりした。有名な言論弾圧法であるコムストック法の成立に尽力した組織であり、コムストック法成立後はアンソニー・コムストックをはじめ多くの構成員が検閲を行う委員会のメンバーになっている。
アンソニー・コムストックの死後、1915年にはジョン・S・サムナーによって運営されたが、サムナーが辞任した1950年に解散した。